# Уругвай на зимових Олімпійських іграх 1998
Уругвай брав участь у Зимових Олімпійських іграх 1998 року у Нагано (Японія) вперше за свою історію, але не завоював жодної медалі.
На Іграх країну представляв лише один спортсмен — Габріель Оттехіндре. На змаганнях зі слалому в рамках програми по гірськолижного спорту уругваєць зайняв досить високе 24-е місце. Оттехіндре зумів обійти понад 40 конкурентів. Це був перший і, на 2012 рік, останній, виступ уругвайського спортсмена на зимових Олімпійських іграх.

## Гірськолижний спорт
| Спосртсмен          | Дисципліна       | Спуск 1 | Спуск 2 | Разом   | Разом |
| Спосртсмен          | Дисципліна       | Час     | Час     | Час     | Місце |
| ------------------- | ---------------- | ------- | ------- | ------- | ----- |
| Габріель Оттехіндре | слалом, чоловіки | 1:01.98 | 1:01.29 | 2:03.27 | 24    |